# پاندارپور
پاندارپور (به انگلیسی: Pandharpur) یک منطقهٔ مسکونی در هند است که در بخش سولاپور واقع شده‌است. پاندارپور ۲۵ کیلومتر مربع مساحت دارد ۴۵۰ متر بالاتر از سطح دریا واقع شده‌است.